# Böhmerwald-Subprovinz
Die Böhmerwald-Subprovinz (tschechisch Šumavska subprovincie) ist eine Gliederungseinheit der Geomorphologischen Einteilung Tschechiens. Das Gebiet liegt im Westen von Tschechien und grenzt an Bayern. Die Einheit ist eine der sechs Subprovinzen der Böhmischen Masse (Česká vysočina), die ihrerseits Teil des Hercynischen Systems ist.

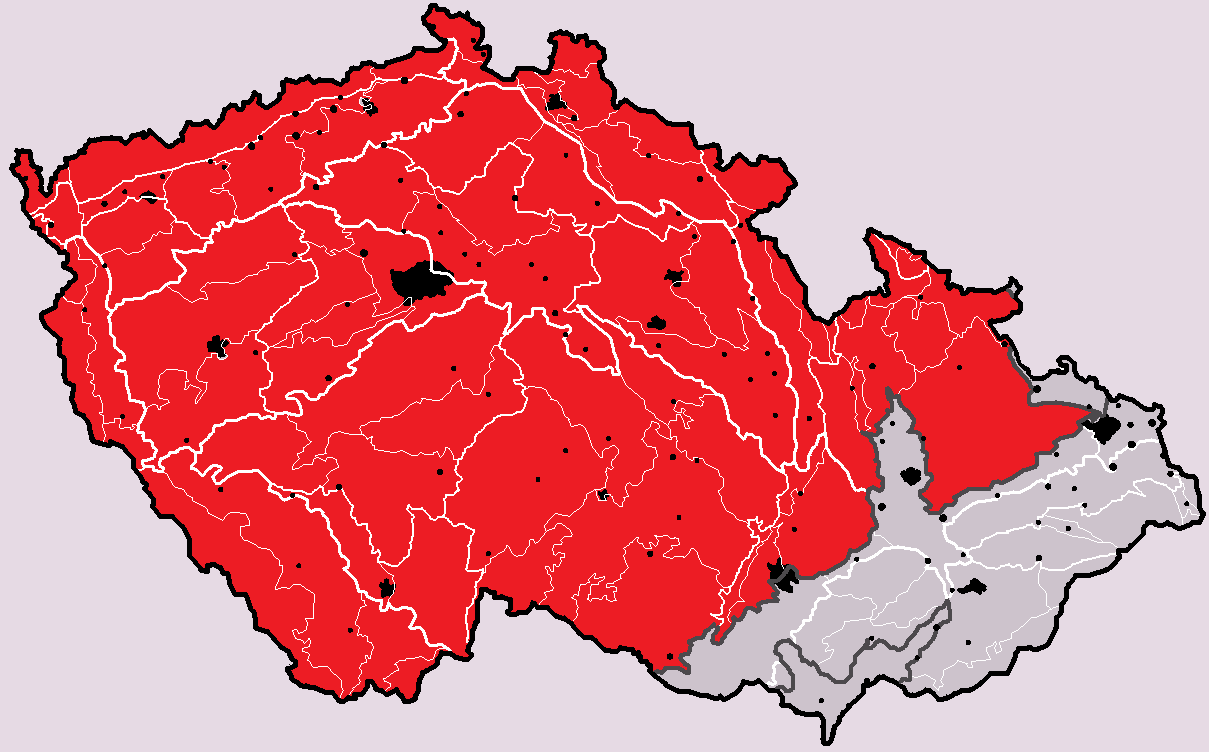
Böhmische Masse (Česká vysočina)
Geomorphologische Einteilung Tschechiens mit der Hauptgruppe der Böhmischen Masse (Česká vysočina, rot markiert)

## Lage und Ausdehnung
Den höchsten Teil der Subprovinz bilden Böhmerwald / Bayerischer Wald mit dem Großen Arber als höchste Erhebung.
Die benachbarten Subprovinzen sind:
- Krušnohorská subprovincie
- Poberounská subprovincie
- Česko-moravská subprovincie
- Alpské podhůří

## Geomorphologische Klassifizierung
- System: Hercynisch
- Untersystem: Hercynisches Gebirge
- Provinz: Böhmische Masse (Česká vysočina)
- Subprovinz: Böhmerwald-Subprovinz (Šumavská subprovincie)
- Gebiete: Oberpfälzerwald-Gebiet (Českoleská oblast), Böhmerwald-Hochland (Šumavská hornatina)

## Geomorphologische Bereiche
Die Böhmerwald-Subprovinz wird wie folgt unterteilt:
| Oberpfälzerwald-Gebiet (Českoleská oblast) Oberpfälzer Wald (Český les) Čerchovský les Kateřinská kotlina Přimdský les Dyleňský les Podčeskoleská pahorkatina („Hügelland beim Oberpfälzer Wald“) Tachovská brázda Chodská pahorkatina Cham-Further Senke (Všerubská vrchovina) Českokubická vrchovina Jezvinecká vrchovina | Böhmerwald-Hochland (Šumavská hornatina) Böhmerwald (Šumava) Šumavské pláně Železnorudská hornatina Trojmezenská hornatina Boubínská hornatina Želnavská hornatina Vltavická brázda Vorland des Böhmerwalds (Šumavské podhůří) Strážovská vrchovina Svatoborská vrchovina Vimperská vrchovina Prachatická hornatina Českokrumlovská vrchovina Bavorovská vrchovina Gratzener Bergland (Novohradské hory) Pohořská hornatina Jedlická vrchovina Freiwald Weinsberger Wald Gratzener Gebirgsvorland (Novohradské podhůří) Kaplická brázda Stropnická pahorkatina Soběnovská vrchovina Hornodvořišťská sníženina Klopanovská vrchovina |